# Przemyslaw II av Polen
Przemyslaw II av Polen, född 1257 och död 1296, var en polsk kung.
Pzemyslaw II var son till hertig Przemyslaw I av Polen, och efterträdde 1273 sin far som hertig av Storpolen. 1282 insattes han som arvinge till det pomerelliska husets arvinge, och kunde genom sin ökade makt göra sig till herre över de övriga polska delfurstarna. Han gifte sig första gången med Luarda av Mecklenburg, andra gången 11 oktober 1285 i Nyköping med Rikissa Valdemarsdotter, och efter hennes död tredje gången med Margareta av Brandenburg.
1295 lyckades han slutligen bli krönt till kung av hela Polen, och därmed avslutades Polens tid som seniorat. Przemyslaw mördades dock redan i februari året därpå. Han efterträddes på tronen av svärsonen Wencel II av Böhmen.

## Galleri

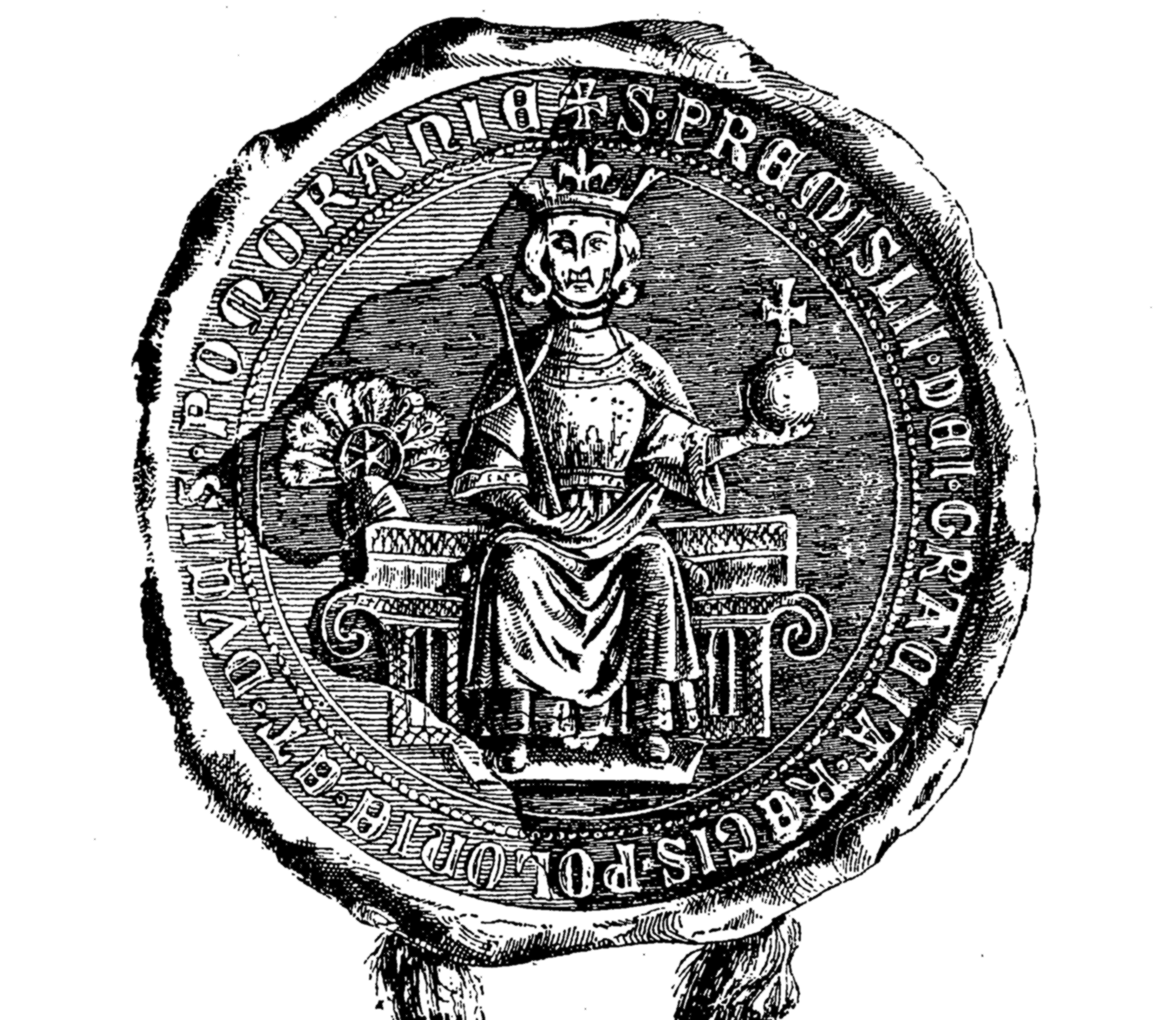
Przemyslaw II:s kungliga sigill från 1296. Inskriptionen lyder: PREMISLII DEI GRACIA REGIS POLONIA ET DUCIS POMORANIE ("Przemyslaw av guds nåde kung av Polen och hertig av Pommerellen").